# مات شولتز
مات شولتز (بالإنجليزية: Matt Schultz)‏ هو محامي أمريكي، ولد في 23 يوليو 1979.

## وصلات خارجية
- الموقع الرسمي